# Čeřen

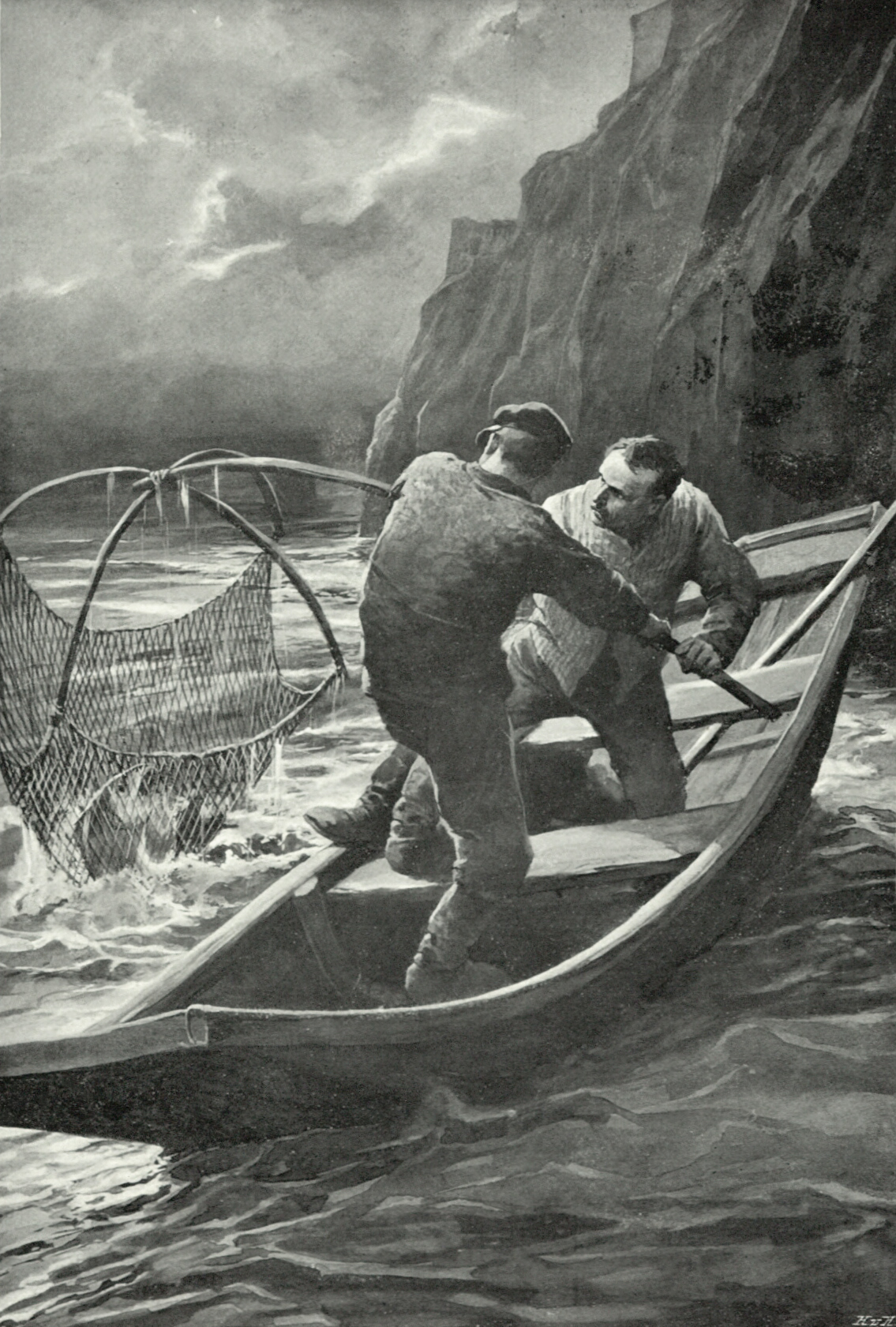
Vytahování čeřenu. Knižní ilustrace od Věnceslava Černého, 1910.

Čeřen je druh rybářské sítě. Má čtvercový tvar, který je udržován konstrukcí z prohnutých prutů. Za tyto pruty je uchycen k delší tyči (například klasickému rybářskému prutu), která slouží k manipulaci. Klade se vodorovně pod hladinu. Ryby, které nad ním plují, se loví prudkým vytažením čeřenu nad hladinu. V rámci sportovního rybářství se do něj obvykle chytají menší rybky jako nástraha na dravce.
Současná právní úprava dovoluje lovit na jeden čeřen o ploše 1 m čtvereční, zpravidla tedy čtvercového tvaru o straně jeden metr. Dříve se lovilo i na čeřeny 3x3 metry a k vytahování z vody se používal pákový mechanismus.